# Strada statale 48 (Polonia)
La strada statale 48 (sigla DK 48, in polacco droga krajowa 48) è una strada statale polacca che attraversa il Paese da Tomaszów Mazowiecki a Kock.